# 三浦悦子
三浦 悦子（みうら えつこ ）は、日本の人形作家である。
石塑粘土による球体関節人形を中心に、人形と、医療器具や廃材等を用いたオブジェ等を制作する。傷を負い、あるいは楽器や機械等と一体化した、身体改造をモチーフとした人形を制作している点で、球体関節人形作家の中でも独自性を発揮している。

## 略歴
- 1997年、ドールスペースピグマリオンに入学。2000年卒業。
- 2000年、初個展「義躰整形院回廊」（デザインフェスタギャラリー）開催。
  - 以降、数多くの個展、企画展に参加。
- 2004年、「球体関節人形展DOLLSofINNOCENCE」（東京都現代美術館）出展。

## 著書・作品集
- 『義躰少女』(株)カンゼン出版、2003年
- 『義躰標本室』ステュディオ.パラボリカ、2005年
- 『フランケンシュタインの花嫁』エディシオントレヴィル、2006年(撮影 谷敦志)
- 『聖餐: EUCHARIST』エディシオントレヴィル、2014年（撮影　吉田良）
- 『輪廻転生』エディシオントレヴィル、2015年、2014年（撮影　吉田良）

## その他
- フランスの歌手ミレーヌ・ファルメール「Point de suture 」2008年　CDジャケットに三浦による人形作品の写真が採用されている。